# Níger en los Juegos Paralímpicos de París 2024
Níger estuvo representado en los Juegos Paralímpicos de París 2024 por un deportista masculino. El equipo paralímpico nigerino no obtuvo ninguna medalla en estos Juegos.